# Kirche Burg-Gemünden

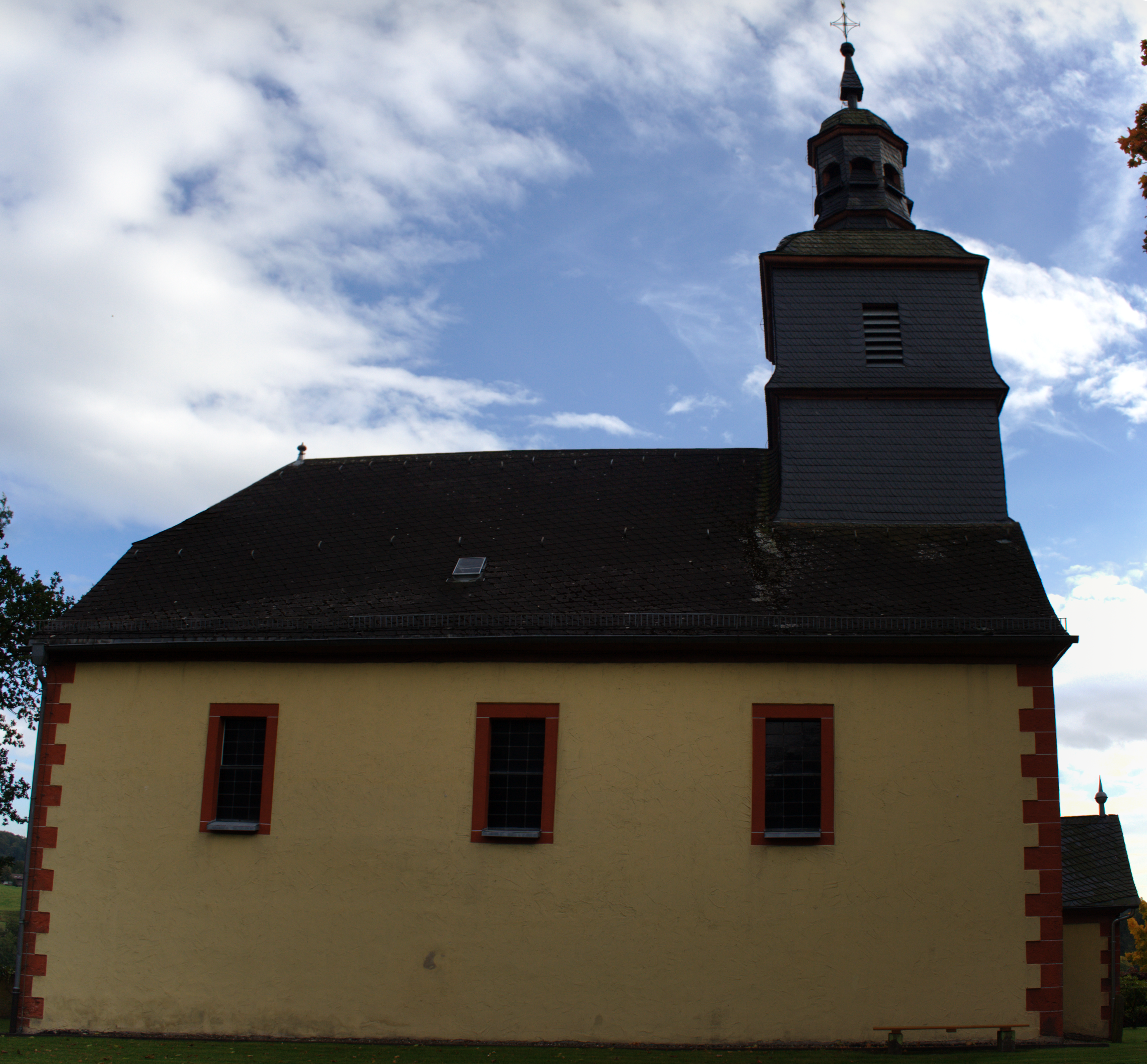
Kirche Burg-Gemünden

Die evangelisch-unierte Kirche Burg-Gemünden steht in Burg-Gemünden, einem Ortsteil von Gemünden (Felda) im Vogelsbergkreis von Hessen. Die Kirche gehört zur Katharinengemeinde Gemünden im Dekanat Vogelsberg in der Propstei Oberhessen der Evangelischen Kirche in Hessen und Nassau.

## Beschreibung
Die erste Kapelle ist im 13. Jahrhundert entstanden. Erstmalig wird eine Kirche 1582 urkundlich erwähnt. Nachdem diese Kirche baufällig und sogar teilweise eingestürzt war, wurde die heutige Saalkirche unter Beibehaltung der Nord- und Ostwand 1751 von Helfrich Müller erbaut und eingeweiht. Ein gotisches Fenster der ersten Kapelle blieb erhalten. Aus dem schiefergedeckten Satteldach des Kirchenschiffs, das im Osten einen Krüppelwalm hat, erhebt sich im Westen ein schiefergedeckter Dachturm mit einer Kirchenglocke von 1501, auf dem eine Laterne sitzt. 
Der Innenraum ist mit einer Spiegeldecke überspannt, die mit einem Pelikan mit seinen drei Jungen bemalt ist. An den Wänden sind bis zur Höhe der dreiseitigen, eingeschossigen Emporen Wandteppiche aufgemalt. Die bemalten Brüstungen zeigen die zwölf Apostel und die vier Evangelisten. 
Die Kirchenausstattung stammt im Wesentlichen aus der Mitte des 18. Jahrhunderts. Vom Vorgängerbau sind ein Taufengel, ein Kruzifix und ein Sakramentshaus erhalten. Die 1760 von Johann Andreas Heinemann gebaute Orgel steht auf der Ostempore hinter dem Altar. Ihr Prospekt wurde 1908/09 verändert. Auf der Südseite steht die mit Säulen gegliederte Kanzel. 